# Ectropis bacoti
Ectropis bacoti là một loài bướm đêm trong họ Geometridae.